# 磯野宏夫
磯野 宏夫（いその ひろお、1945年 - 2013年5月28日 ）は、日本の画家、イラストレーター。愛知県出身。愛知教育大学教育学部美術科卒業。デザイン会社勤務を経て1970年に独立。

## 主な作品

### 画集
- えめらるどぐりーん（1996年発売）
- Emerald Forest（1996年発売）
- SHINING FOREST（ポストカード集、2000年発売）
- エメラルドの夢（2003年発売）

### イラスト
- 講談社編『メカとドライブ ぼくの自動車ブック』（1978年発売、少年少女講談社文庫） - 挿画
- 冨田勲『ダフニスとクロエ』（1979年発売、RCAレコード） - LPレコードジャケット
- 竹宮惠子『遥かなり夢のかなた』（1982年、小学館文庫） - カバー装画
- ジョナサン・バルコム『動物たちの喜びの王国』（2007年発売、インターシフト） - 挿画
- 紅玉いづき『ミミズクと夜の王』（2007年発売、電撃文庫） - 挿画
- 湯本貴和『熱帯雨林生命の森』（2008年発売、自費出版） - 挿画
- 紅玉いづき『毒吐姫と星の石』（2010年発売、電撃文庫） - 挿画

### 絵本イラスト
- 笠原秀『家のはなし』（1979年発売、ポプラ社）
- 中嶋博和『おおきくなりたい - 草木の育ち』（1987年発売、農山漁村文化協会）
- 渡部一二『川は友だち』（1989年発売、農山漁村文化協会）

### ゲーム
- 聖剣伝説2（1993年発売、スクウェア） - メインビジュアル
- 聖剣伝説3（1995年発売、スクウェア） - メインビジュアル
- 聖剣伝説DS CHILDREN of MANA（2006年発売、スクウェア・エニックス） - メインビジュアル※池田奈緒、高橋一彦、吉岡愛理と共同。
- 聖剣伝説4（2006年発売、スクウェア・エニックス） - メインビジュアル